# Метод Прони
Метод Прони — численный метод позволяющий восстановить сумму экспоненциальных функций по нескольким измерениям.
Разработан Гаспаром де Прони в 1795 году при решении практической задачи об испарении смеси жидкостей.
Существенные практические применения обнаружились с появлением компьютеров.

## Вариации и обобщения
- Существуют многомерные аналоги метода, позволяющие улучшать качество изображений.
- Помимо оценивания частот и угловых координат источников сигналов в цифровых антенных решётках, метод Прони может быть использован в радиолокации для сверхрелеевского разрешения целей по дальности[2].